# Proga Sassi-Superga

Proga Sassi-Superga je železniška proga z zelo strmim naklonom v kraju Sassi, primestje Torina v severni Italiji. Gruppo Torinese Transporti je zgradilo povezavo torinskega predmestja Sassi do bazilike Superga na nadmorski višini 672 m. Spodnja postaja se nahaja na nadmorski višini 225 m.  Vmesne postaje so Prima Galleria, Radoppio in Pian Gambino.
Linija je začela obratovati 27. aprila 1884 kot kabelska zobata železnica sistema Agudio. V tem sistemu so kabli potekali ob strani tirnice in tekli okoli dveh velikih kolutov na vsaki strani vozila, kar je gnalo kolesa, ki so poganjala vlak, ki so ga sestavljali pogonsko vozilo (z voznikom in zaviralcem) in do trike potniški vagoni.  Kabel je originalno gnal parni stroj v zgornji postaji, od leta 1922 pa elektromotor. Med prvo svetovno vojno je število potnikov strmo padlo, tako da so linijo začasno zaprli do leta 1919.
Po nesreči, v kateri se je eden od kablov strgal, a je sistem zaviranja v sili preprečil nadaljnjo škodo, je bila linija spremenjena v elektrificirano progo z uporabo zobate tirnice. Delo se je začelo 24. oktobra 1934 in linija je bila ponovno odprta 16. aprila 1935. Vodnike starejših kablov je še vedno mogoče videti ob progi. Nov avtomobilski motor so zgradile Officine Meccaniche della Stanga. Nekateri stari potniški vagoni so ostali v uporabi, druge so prodali.
Enotina proga je dolga 3,1 km in ima tirno širino 1445 mm ter premaga višinsko razliko 419 metrov s povprečnim naklonom 13,5% in največ 21%, slednji je na zadnjem odseku med Pian Gambinom in Supergo. Linija je elektrificirana s tretjo tirnico s 600 volti. Pozitivna zanka se nahaja na postaji Radoppio. Vlaki dosežejo vrh v približno osemnajstih minutah. Čeprav ne teče po ulici ima linija in vagoni nekatere značilnosti tramvaja in jo pogosto tako tudi imenujejo: tramvaj. Vključena je v mrežo javnega prevoza v Torinu kot proga št. 79.  Vsaka kompozicija lahko prevaža do 220 potnikov. 

## Galerija
- Sassi–Superga je delovala s pomočjo kabla
- Postaja Pian Gambino
- Tirnice
- Postaja Radoppio
- Vlečno vozilo
- Potniški vagon